# Schönberg (Bensheim)
Schönberg ist seit dem 1. April 1939 ein Stadtteil von Bensheim an der Bergstraße im südhessischen Landkreis Bergstraße. Bekannt ist der kleine Ort an der Nibelungenstraße durch sein Wahrzeichen, das Schönberger Schloss.

## Geographie
Der Ort Schönberg liegt im vorderen Odenwald im Lautertal, benannt nach dem Flüsschen Lauter, welches von der Neunkircher Höhe kommend über Bensheim der Oberrheinischen Tiefebene zufließt und bei Gernsheim in den Rhein mündet. Die Bundesstraße 47, welche von Bensheim kommend durch das Lautertal in den tieferen Odenwald führt, ist auch als die Nibelungenstraße bekannt. Dem Lautertal folgend, erreicht man Wilmshausen, einen weiteren Stadtteil von Bensheim, und anschließend die Gemeinde Lautertal. Nachbarortschaften sind Wilmshausen im Osten,  Gronau im Südosten, Zell im Südwesten, Bensheim im Westen und Hochstädten im Norden.

## Geschichte

### Von den Anfängen bis zum 18. Jahrhundert
Die Geschichte des Dorfes Schönberg ist eng mit dem Schloss Schönberg, das um 1230 als Burg erbaut wurde, verbunden. Eine erste urkundliche Erwähnung erfolgte 1303 unter dem Namen castrum Schonenberg, in einem Schiedsspruch zwischen den Herren von Breuberg und den Schenken von Erbach wegen der Schlösser zu Erbach und Schönberg. Weitere Erwähnungen erfuhr Schönberg unter anderem als Schoninberg (1321), Schenberg (1375), Schonburg (1452), Schonberg (1462), Schoenbergkh, Schoenberg, Schonbergh (1510) und Schönberg (1588).
Die Region um Schönberg war Bestandteil der „Mark Heppenheim“, die Karl der Große zusammen mit Heppenheim am 20. Januar 773 dem Reichskloster Lorsch schenkte.
Als nach dem Niedergang des Klosters, 1232 Kaiser Friedrich II. die Reichsabtei Lorsch dem Erzbistum Mainz und seinem Bischof Siegfried III. von Eppstein zur Reform überstellte, befand sich das Gebiet des späteren Amtes Schönberg im Besitz der Pfalzgrafen.
Im Jahr 1339 ist Schönberg dann als Lehen der Pfalzgrafen in Erbachischen Besitz. Denn aus diesem Jahr stammt eine Urkunde in der Schenk Konrad von Erbach seine Ehefrau Kunigunde, geb. von Brugge, mit Willen seines Lehensherren Pfalzgraf Rudolf, mit einem Viertel der Burg Schönberg, zu der Gefälle in Schönberg, Elmshausen, Wilmshause, Gronau, Zell und Reilenbach gehören, bewittumt.
Schon 1363 hatte Konrad von Erbach seine Ehefrau Anna geb. Erbach, mit Zustimmen des Pfalzgrafen Ruprecht, mit dem Bedewein zu Schönberg als Morgengabe bedacht. Die Grafschaft Erbach, gehörte ab 1500 zum Fränkischen Reichskreis und die Schenken zu Erbach, wurden 1532 in den Reichsgrafenstand erhoben.
Die Hohe Gerichtsbarkeit über den Ort wurde durch die Zent Heppenheim ausgeübt, deren oberster Richter der 1267 erstmals erwähnte Burggraf auf der Starkenburg (über Heppenheim) war.
Im Zuge der Bayrischen Fehde wurden im Jahr 1504 die Burg und das ganze Tal der Lauter durch die Truppen des hessischen Landgrafen Wilhelm verwüstet. Dieser führte als Vollzieher der gegen die Kurpfalz verhängten Reichsacht ein Feldzug gegen die Kurpfalz und seine Verbündete, zu denen auch die Grafen von Erbach zählten. Nach dem 1504 geschlossenen Waffenstillstand beklagten die Schenken zu Erbach gegen den hessischen Landgrafen Wilhelm zur Herausgabe des Schlosses. Diese Klage wurde 1507 durch Kaiser Maximilian an das Reichskammergericht verwiesen. Der Streit endete 1510 mit einem Vergleich, nach dem die Burg an die Schenken von Erbach zurückgegeben wurde, allerdings unter dem Vorbehalt ewiger Öffnung für Hessen.
Im 16. Jahrhundert hielt die Reformation auch im Odenwald Einzug und 1544 führten die Grafen von Erbach für ihre Grafschaft das lutherische Glaubensbekenntnis ein, dem die Untertanen folgen mussten.
Nach den Verwüstungen in der Bayrischen Fehde konnte sich das Dorf bis zum Dreißigjährigen Krieg, der 1618 begann, erholen. Besonders in den letzten Friedensjahren war eine rege Bautätigkeit in Schloss und Dorf zu verzeichnen.
Spätestens 1622 hatte aber auch Schönberg unter dem Krieg zu leiden, als ligistische Truppen das Dorf mehrfach überfielen und ausplünderten. Mitte der 1630er Jahre folgte mit dem Schwedisch-Französischen Krieg das blutigste Kapitel des Dreißigjährigen Krieges. Aus der Region berichteten die Chronisten aus jener Zeit: „Pest und Hunger wüten im Land und dezimieren die Bevölkerung, sodass die Dörfer öfters völlig leer stehen“.
Als im Jahre 1648 Friede geschlossen wurde, war die Bevölkerung in der Region auf ein Viertel geschrumpft, etliche Dörfer waren über Jahre menschenleer. Nach kurzer Friedenszeit folgten die französischen Reunionskriege, die für die Region neue Heimsuchungen brachten. Im Herbst 1696 wurde im Pfälzischen Erbfolgekrieg das Schloss Schönberg überfallen. Erst mit dem Frieden von Rijswijk, 1697, zogen sich die Franzosen hinter den Rhein zurück.
Im Jahr 1717 kam es zur Teilung des Erbacher Grafenhauses und Schloss Schönberg wurde Sitz der jüngeren Linie Erbach-Schönberg unter Graf Georg August von Erbach-Schönberg. Dieser erhielt die Ämter Schönberg und König und der Hälfte der Herrschaft Breuberg. Die Linie Erbach-Schönberg machte die Burg zu ihrem Wohnsitz, wodurch sie ihren heutigen Schlosscharakter erhielt.

### Vom 19. Jahrhundert bis heute

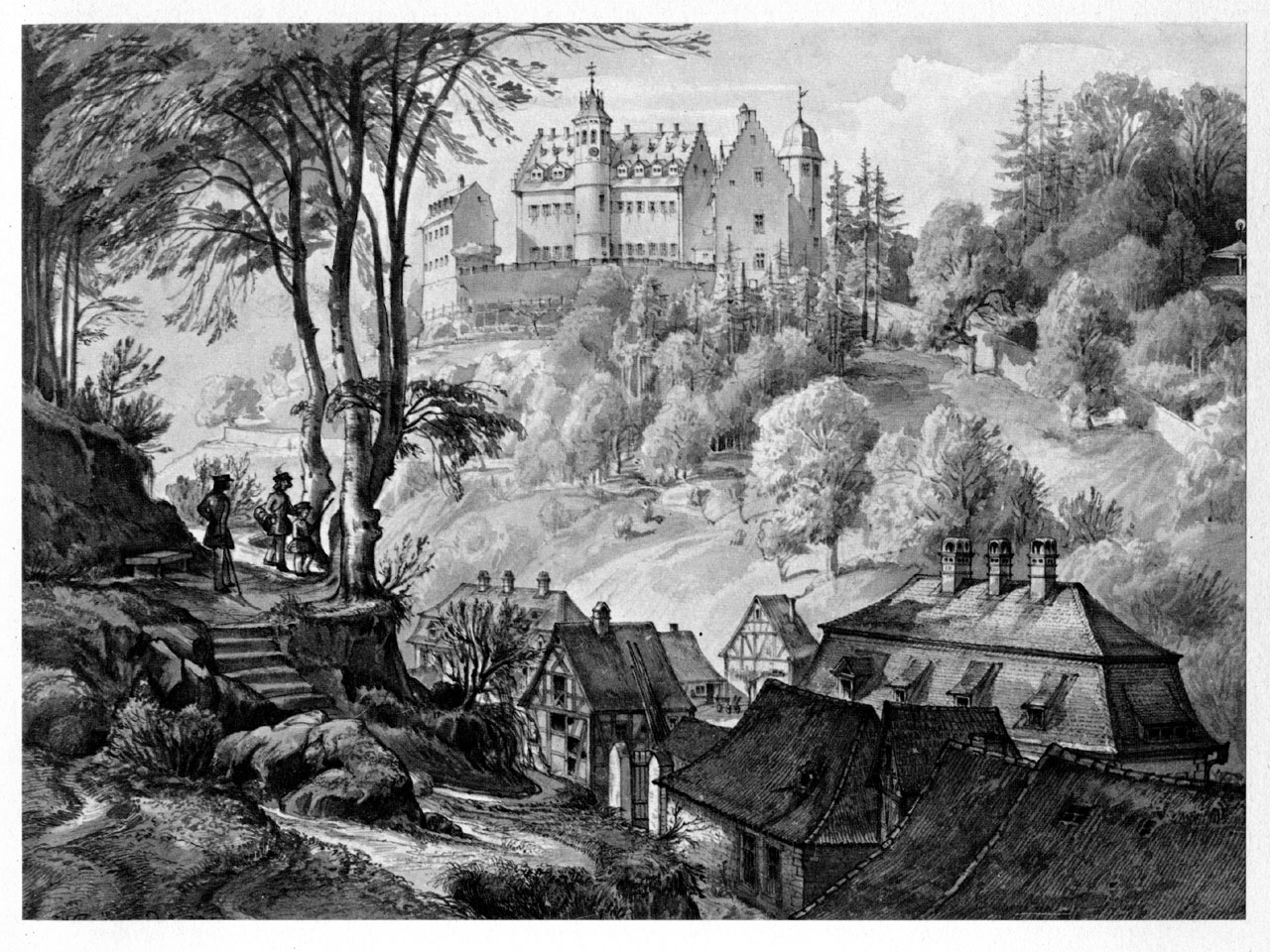
Der Ort mit dem darüber liegenden Schloss im Jahr 1851 (Federzeichnung von Johann Meinrad Bayrer)

#### Schönberg wird hessisch
Das ausgehende 18. und beginnende 19. Jahrhundert brachte Europa weitreichende Änderungen. Infolge der Napoleonischen Kriege wurde das Heilige Römische Reich (Deutscher Nation) durch den Reichsdeputationshauptschluss von 1803 neu geordnet. Dieses letzte Gesetzeswerk des Alten Reiches setzte Bestimmungen des Friedens von Luneville um und leitete damit das Ende des Alten Reiches ein.
Unter Druck Napoléons gründete sich 1806 der Rheinbund, dies geschah mit dem gleichzeitigen Reichsaustritt der Mitgliedsterritorien.
Dies führte am 6. August 1806 zur Niederlegung der Reichskrone, womit das Alte Reich aufhörte zu bestehen.
Am 14. August 1806 erhob Napoleon die Landgrafschaft Hessen-Darmstadt, gegen den Beitritt zum Rheinbund und Stellung hoher Militärkontingente an Frankreich, zum Großherzogtum, andernfalls drohte er mit Invasion.
Durch die Rheinbundakte wurde die Grafschaft Erbach mediatisiert und zum größten Teil in das neu gegründete Großherzogtum Hessen eingegliedert, dazu gehörte auch das „Amt Schönberg“. Das Amt blieb vorerst als standesherrschaftliches Amt erhalten.
Bereits am 9. Dezember 1803 wurde durch eine Ausführungsverordnung das Gerichtswesen in der Landgrafschaft Hessen-Darmstadt neu organisiert.
Für das Fürstentum Starkenburg wurde das „Hofgericht Darmstadt“ als Gericht der zweiten Instanz eingerichtet. Die Rechtsprechung der ersten Instanz wurde durch die Ämter bzw. Standesherren vorgenommen. Das Hofgericht war für normale bürgerliche Streitsachen Gericht der zweiten Instanz, für standesherrliche Familienrechtssachen und Kriminalfälle die erste Instanz. Übergeordnet war das Oberappellationsgericht Darmstadt.
Damit hatten die Zente und die mit ihnen verbundenen Zentgerichte endgültig ihre Funktion eingebüßt. Die Bestimmungen galten auch im 1806 gegründeten Großherzogtum Hessen.
Nach der endgültigen Niederlage Napoléons regelte der Wiener Kongress 1814/15 auch die territorialen Verhältnisse für Hessen und die Zugehörigkeit der Grafschaft Erbach zum „Fürstentum Starkenburg“ des Großherzogtums Hessen bestätigt. Daraufhin wurden 1816 im Großherzogtum Provinzen gebildet und dabei das vorher als „Fürstentum Starkenburg“ bezeichnete Gebiet in „Provinz Starkenburg“ umbenannt.
Im Jahr 1814 wurde die Leibeigenschaft im Großherzogtum aufgehoben und es erhielt mit der am 17. Dezember 1820 eingeführten Verfassung des Großherzogtums Hessen eine konstitutionelle Monarchie, in der der Großherzog aber noch große Machtbefugnisse hatte. Die noch bestehenden standesherrlichen Rechte wie Niedere Gerichtsbarkeit, Zehnten, Grundzinsen und andere Gefälle blieben aber teilweise noch bis 1848 bestehen.
1821/22 wurden im Rahmen einer umfassenden Verwaltungsreform die Amtsvogteien in den Provinzen Starkenburg und Oberhessen des Großherzogtums aufgelöst und Landratsbezirke eingeführt, wobei 1822 das Amt Schönberg dem Landratsbezirk Lindenfels zugeteilt wurde. Im Rahmen dieser Reform wurden auch Landgerichte geschaffen, die jetzt unabhängig von der Verwaltung waren. Die Landgerichtsbezirke entsprachen in ihrem Umfang den Landratsbezirken und für den Landratsbezirk Lindenfels war das Landgericht Fürth als Gericht erster Instanz zuständig. Für das Amt Schönberg wurde die Niedere Gerichtsbarkeit im Namen der Standesherren durch den Landrat ausgeübt. Erst 1826 gingen alle Funktionen des ehemaligen standesherrschaftlichen Amts Schönberg an die Landesinstitutionen über. Diese Reform ordnete auch die Administrative Verwaltung auf Gemeindeebene. Entsprechend der Gemeindeverordnung vom 30. Juni 1821 gab es keine Einsetzungen von Schultheißen mehr, sondern einen gewählten Ortsvorstand, der sich aus Bürgermeister, Beigeordneten und Gemeinderat zusammensetzte.
Die Statistisch-topographisch-historische Beschreibung des Großherzogthums Hessen berichtet 1829 über Schönberg:

„Schönberg (L. Bez. Lindenfels) luth. Filialdorf; liegt 3 St. von Lindenfels und ½ St. von Bensheim, in eine engen wildromantischen Thale an dem Ziegelbach. Das Dorf gehört dem Grafen von Erbach-Schönberg und zieht sich in einem halben Monde um den steilen Berg (mons speciosus), auf welchem das Schloß gleiches Namens liegt. Man zählt 78 Häuser und 538 Einw., die außer 75 Kath., 3 Reform. und 13 Juden lutherisch sind. Das Schloß, die Residenz des Grafen von Erbach-Schönberg, liegt auf steiler Höhe, hat ein ehrwürdiges alterthümliches Ansehen, und ist von mehreren freundlichen Anlagen umgeben, welche sich um den Berg herum ziehen, und von welchen sich überraschende Aussichten in das Gebirg eröffnen. In Schönberg befindet sich eine Knochenmühle. – Aller Wahrscheinlichkeit nach war Schönberg einst ein Eigenthum des Klosters Lorsch, von welchem es durch die Pfalzgrafen, als Klostervögte, wohl an die Schenken von Erbach als Lehen kam. Im 14. Jahrhundert war Schönberg ein Gauerbenschloß der Erbachischen Familie, und hatte seinen eigenen Burgfrieden. Den vierten Theil des Schlosses überließ Schenk Heinrich 1375 dem Grafen Heinrich von Spanheim auf Lebenszeit. In der bairischen Fehde wurde Schönbern vom Landgrafen Wilhelm II erobert und furchtbar zerstört. Erst 1510 erhielten die Grafen von Erbach das Schloß unter der Bedingung zurück, solches in Zukunft nicht mehr von der Pfalz, sondern von Hessen zu Lehen zu tragen. Das Schloß wurde nun wieder hergestellt. Im Dreißigjährigen Krieg mußte sich die Burg im Juni 1622 den Spaniern ergeben, die sie ausplünderten, aber nicht zerstörten. Am Schloßberg wurden mehrere römische Alterthümer gefunden; namentlich eine Patera; auf derselben stand ein großes, mit Erde und Knochen angefülltes Ossuarium, in dessen Höhlung ein kleiner Aschentopf befindlich war. Auch sind in frühen Zeiten schon mehrere Urnen entdeckt worden. Im Jahr 1806 kam Schönberg unter Hess. Hoheit und war bis 1826 der Sitz des Landgerichts Schönberg, das um diese Zeit mit dem Landgericht Fürth vereinigt wurde.“

1832 wurden die Verwaltungseinheiten weiter vergrößert und es wurden Kreise geschaffen. Nach der am 20. August 1832 bekanntgegebenen Neugliederung sollte es in Süd-Starkenburg künftig nur noch die Kreise Bensheim und Lindenfels geben; der Landratsbezirk von Heppenheim sollte in den Kreis Bensheim fallen. Noch vor dem Inkrafttreten der Verordnung zum 15. Oktober 1832 wurde diese aber dahingehend revidiert, dass statt des Kreises Lindenfels neben dem Kreis Bensheim der Kreis Heppenheim als zweiter Kreis gebildet wurde, zu dem jetzt Schönberg gehörte. 1842 wurde das Steuersystem im Großherzogtum reformiert und der Zehnte und die Grundrenten (Einnahmen aus Grundbesitz) wurden durch ein Steuersystem ersetzt, wie es in den Grundzügen heute noch existiert.
Mit der Grossherzoglichen Regierungsverordnung Nr. 37 vom 31. Dezember 1839 wurde mit Wirkung zum 15. Januar 1840 Schönberg dem Kreis Bensheim zugeschlagen. Darin wurde weitere Orte des Zeller- und Schönberger-Tals vom Kreis Heppenheim getrennt und dem Kreis Bensheim zugeschlagen.
Ab 1839 wurde die Nibelungenstraße von Bensheim ins Lautertal bis Lindenfels ausgebaut und leistete damit einen wichtigen Betrag zur Verbesserung der Infrastruktur des vorderen Odenwalds. Eine weitere Verbesserung wurde durch die Eröffnung der Main-Neckar-Bahn 1846 erreicht, die Bensheim zunächst mit Langen, Darmstadt und Heppenheim verband und wenig später bis Frankfurt, Heidelberg und Mannheim reichte.
Im Neuestes und gründlichstes alphabetisches Lexicon der sämmtlichen Ortschaften der deutschen Bundesstaaten von 1845 finden sich folgender Eintrag:

„Schönberg b. Lindenfels. – Dorf mit Schloß, zur evangel. Pfarrei Gronau, resp. kathol. Pfarrei Bensheim gehörig. – 78 H. 538 (meistens luther.) Einw. – Großherzogthum Hessen. – Provinz Starkenburg. – Kreis Bensheim. – Landgericht Zwingenberg. – Hofgericht Darmstadt. – Das Dorf Schönberg, zu der Standesherrschaft
des Grafen von Erbach-Schönberg gehörig, liegt in einem engen, wildromantischen Thale, am Ziegeldach, und zieht sich in einem halben Monde um den steilen Berg, welcher das Schloß gleiches Namens trägt. Dieses, die Residenz des Standesherrn, hat ein ehrwürdiges, alterthümliches Ansehen und ist von mehreren freundlichen Anlagen umgeben, die den Berg einschließen. Uebrigens befinden sich im Dorfe 4 Mühlen, 1 Eisenhammer, 1 Eisengießerei, 2 Ziegelei und 1 Districts-Steuereinnahme. – Unter der großherzoglich hessischen Souveränität steht der Ort erst seit dem J. 1806.“

Infolge der Märzrevolution 1848 wurden mit dem „Gesetz über die Verhältnisse der Standesherren und adeligen Gerichtsherren“ vom 15. April 1848 die standesherrlichen Sonderrechte endgültig aufgehoben.
Darüber hinaus wurden in den Provinzen, die Kreise und die Landratsbezirke des Großherzogtums am 31. Juli 1848 abgeschafft und durch „Regierungsbezirke“ ersetzt, wobei die bisherigen Kreise Bensheim und Heppenheim zum Regierungsbezirk Heppenheim vereinigt wurden. Bereits vier Jahre später, im Laufe der Reaktionsära, kehrte man aber zur Einteilung in Kreise zurück und Schönberg wurde wieder Teil des Kreises Bensheim.
Die im Dezember 1852 aufgenommenen Bevölkerungs- und Katasterlisten ergaben für Schönberg: Lutherisches Pfarrdorf mit 565 Einwohnern, vier Mühlen und einer Ziegelei. Die Gemarkung besteht aus 774 Morgen, davon 377 Morgen Ackerland, 42 Morgen Wiesen und 272 Morgen Wald.
In den Statistiken des Großherzogtums Hessen werden, bezogen auf Dezember 1867, für das Pfarrdorf Schönberg mit eigener Bürgermeisterei, 81 Häuser, 507 Einwohnern, der Kreis Bensheim, das Landgericht Zwingenberg, die evangelische Pfarrei Gronau mit dem Dekanat in Lindenfels und die katholische Pfarrei Lindenfels des Dekanats Heppenheim, angegeben. Das zuständige Steuerkommissariat ist Bensheim der Destriktseinnehmerei Bensheim und Obereinnehmerei Bensheim. Die Dominalienverwaltung besteht aus dem Rentamt Lindenfels, dem Forstamt Jugendheim mit der Oberförsterei Zwingenberg.
1870 provoziert der preußische Ministerpräsident Otto von Bismarck durch die sogenannte Emser Depesche den Deutsch-Französischen Krieg, in dem das Großherzogtum Hessen als Mitglied des Norddeutschen Bundes an der Seite Preußens teilnahm. Noch vor dessen offiziellen Ende am 10. Mai 1871 traten die süddeutschen Staaten dem Norddeutschen Bund bei und am 1. Januar 1871 trat dessen neu Verfassung in Kraft, mit der er sich nun Deutsches Reich nannte.
Auf deutscher Seite forderte dieser Krieg ca. 41.000 Tote.
Mit dem Reichsmünzgesetz gab es Deutschland nur noch eine Währung, die Mark mit 100 Pfennigen als Untereinheit.
Nachdem das Großherzogtum Hessen ab 1871 Teil des Deutschen Reiches war, wurden 1874 eine Reihe von Verwaltungsreformen beschlossen. So wurden die landesständige Geschäftsordnung sowie die Verwaltung der Kreise und Provinzen durch Kreis- und Provinzialtage geregelt.
Erst um die Zeit Anfang des 19. Jahrhunderts sind Erkenntnisse über die Bevölkerungsstruktur aus verschiedenen Aufstellungen erhalten. So werden im Jahr 1834 469 Seelen gezählt, darunter 21 jüdischen Glaubens. Genannt werden 16 Bauernhäuser, 38 Handwerker- bzw. Tagelöhnerhäuser. Die Bevölkerung wird als arm beschrieben. Dieser Zustand änderte sich erst mit dem Bahnbau entlang der Bergstraße Mitte des 19. Jahrhunderts, der es den Menschen ermöglicht, Arbeit außerhalb des Ortes zu suchen. Auch ermöglichte das neue Verkehrsmittel an den Wochenenden zahlreichen Ausflüglern, die Bergstraße und den vorderen Odenwald zu besuchen.
Seit 1872 besitzt der Ort einen Kindergarten, und die erste Schule ist ab 1630 nachweisbar. Im Jahr 1900 fiel die klassizistische Marienkirche aus dem Jahre 1832 einem Brand zum Opfer. Als Ursache wurde Brandstiftung angenommen. Bereits 1901 konnte die Kirche wieder im alten Stil errichtet werde.
Für das Jahr 1900 waren weitere Infrastrukturverbesserungen zu vermelden, so wurde bei Worms sowohl die Ernst-Ludwig-Brücke für den Straßenverkehr, als auch die Eisenbahnbrücke über den Rhein dem Verkehr übergeben. Dass die Zeiten aber auch von viel Armut geprägt waren, zeigen die Zahlen der Auswanderer. So wurden von 1881 bis 1900 529.875 deutsche Auswanderer gezählt.
Am 1. Januar 1900 trat im ganzen deutschen Reich das Bürgerliche Gesetzbuch in Kraft.

#### Zeit der Weltkriege
Am 1. August 1914 brach der Erste Weltkrieg aus, der in Schönberg wie im ganzen Deutschen Reich der positiven wirtschaftlichen Entwicklung ein Ende setzte. Als nach der deutschen Niederlage am 11. November 1918 der Waffenstillstand unterschrieben wurde, hatte Schönberg viele Gefallene zu beklagen, während der Krieg insgesamt rund 17 Millionen Menschenopfer kostete.
Das Ende des Deutschen Kaiserreiches war damit besiegelt, und die unruhigen Zeiten der Weimarer Republik folgten. In der Zeit von 1921 bis 1930 wurden in Deutschland 566.500 Auswanderer gezählt, die versuchten, den schwierigen Verhältnissen in Deutschland zu entfliehen.
Am 30. Januar 1933 wurde Adolf Hitler Reichskanzler, was das Ende der Weimarer Republik und den Beginn der Nationalsozialistischen Diktatur bedeutete.
Im November 1938 brachte die sogenannte Reichskristallnacht den jüdischen Mitbürgern Not und Elend. Die jüdischen Einwohner von Schönberg gehörten zur jüdischen Gemeinde Bensheim, deren Synagoge an diesem Tag durch SS-Leute niedergebrannt wurde.
Die hessischen Provinzen Starkenburg, Rheinhessen und Oberhessen wurden 1937 nach der 1936 erfolgten Auflösung der Provinzial- und Kreistage aufgehoben. Zum 1. November 1938 trat dann eine umfassende Gebietsreform auf Kreisebene in Kraft. In der ehemaligen Provinz Starkenburg war der Kreis Bensheim besonders betroffen, da er aufgelöst und zum größten Teil dem Kreis Heppenheim zugeschlagen wurde. Der Kreis Heppenheim übernahm auch die Rechtsnachfolge des Kreises Bensheim und erhielt den neuen Namen Landkreis Bergstraße.
Zum 1. März 1939 wurde Schönberg nach Bensheim eingemeindet.
Am 1. September 1939 begann mit dem Einmarsch deutscher Truppen in Polen der Zweite Weltkrieg, der in seinen Auswirkungen noch weit dramatischer war als der Erste Weltkrieg und dessen Opferzahl auf 60 bis 70 Millionen Menschen geschätzt werden.
In der Endphase des Zweiten Weltkrieges in Europa erreichen die amerikanischen Verbände Mitte März 1945 den Rhein zwischen Mainz und Mannheim. Am 22. März überquerte die 3. US-Armee bei Oppenheim den Rhein und besetzte am 25. März Darmstadt. In den ersten Stunden des 26. März 1945 überquerten amerikanische Einheiten bei Hamm und südlich von Worms den Rhein von wo sie auf breiter Front gegen die Bergstraße vorrücken. Am 27. März standen die amerikanischen Truppen in Lorsch, Bensheim und Heppenheim und einen Tag später waren Aschaffenburg am Main sowie der westliche und nördlichen Teil des Odenwaldes besetzt. Der Krieg in Europa endete mit der bedingungslosen Kapitulation aller deutschen Truppen, die am 8. Mai 1945 um 23:01 Uhr mitteleuropäischer Zeit in Kraft trat.

#### Nachkriegszeit und Gegenwart
Die Industrialisierung hielt nur langsam Einzug in Schönberg. Einige der ehemaligen Mühlen wurden als Steinwerke oder mechanische Werkstätten weiter genutzt, die aber heute alle nicht mehr existieren. Auch einige Betriebe der Textilindustrie, die sich nach dem Zweiten Weltkrieg hier ansiedelten existieren heute nicht mehr. Heute sind die größten Arbeitgeber im Ort die Christoffel-Blindenmission und das als Bildungsstätte betriebene Schloss Schönberg.

### Gerichte in Hessen
Die erstinstanzliche Gerichtsbarkeit lag während der Zugehörigkeit zu Hessen bis 1822 beim standesherrlichen Amt Schönberg. 1822 kam es zu einer Übereinkunft zwischen dem Staat und dem Grafen von Erbach-Schönberg. Die Aufgaben der Verwaltung und der Rechtsprechung wurden getrennt. Die Verwaltung kam zum Landratsbezirk Lindenfels, für die Rechtsprechung wurde das Landgericht Schönberg eingerichtet, das seinen Sitz in Schönberg hatte. Diese relativ kleine Einheit, zu der nur zehn Dörfer gehörten, hatte nur kurz Bestand und wurde 1826 dem Bezirk des Landgerichts Fürth zugeschlagen. Bereits 1839 wechselte die Zuständigkeit für Schönberg erneut: Gerichtlich kam es zum Landgericht Zwingenberg, verwaltungsseitig zum Kreis Bensheim.
Anlässlich der Einführung des Gerichtsverfassungsgesetzes mit Wirkung vom 1. Oktober 1879 wurden die bisherigen großherzoglich hessischen Landgerichte durch Amtsgerichte an gleicher Stelle ersetzt, während die neu geschaffenen Landgerichte als Obergerichte fungierten. Dadurch war nun das Amtsgericht Zwingenberg im Bezirk des Landgerichts Darmstadt zuständig. 1934 wurde das Amtsgericht Zwingenberg aufgelöst, die Aufgaben dem Amtsgericht Bensheim übertragen.

### Namensherkunft
- 1303 Schonenberg; -burg und in dem dorfe Schoenenberg ['ʃøːnəmbɝʒ]
- 1375 Schenberg;
- 1443 Schonberg das Slosß.[22]

### Verwaltungsgeschichte im Überblick
Das Großherzogtum Hessen war von 1815 bis 1866 ein Mitgliedsstaat des Deutschen Bundes und ab 1871 ein Bundesstaat des Deutschen Reiches. Es bestand bis 1919, nach dem Ersten Weltkrieg wurde das Großherzogtum zum republikanisch verfassten Volksstaat Hessen. 1945 nach Ende des Zweiten Weltkriegs befand sich das Gebiet des heutigen Hessen in der amerikanischen Besatzungszone und durch Weisung der Militärregierung entstand Groß-Hessen, aus dem das Bundesland Hessen in seinen heutigen Grenzen hervorging.
Die folgende Liste zeigt die Staaten und Verwaltungseinheiten, denen Schönberg angehört(e):
- vor 1717: Heiliges Römisches Reich, Grafschaft Erbach, Amt Schönberg
- ab 1717: Heiliges Römisches Reich, Grafschaft Erbach-Schönberg (Anteil an der Grafschaft Erbach), Amt Schönberg
- ab 1806: Großherzogtum Hessen,[Anm. 2] Fürstentum Starkenburg, Amt Schönberg (zur Standesherrschaft Erbach gehörig)
- ab 1815: Großherzogtum Hessen[Anm. 3], Provinz Starkenburg, Amt Schönberg (zur Standesherrschaft Erbach gehörig)
- ab 1821: Großherzogtum Hessen, Provinz Starkenburg, Landratsbezirk Lindenfels[Anm. 4]
- ab 1832: Großherzogtum Hessen, Provinz Starkenburg, Kreis Heppenheim
- ab 1840: Großherzogtum Hessen, Provinz Starkenburg, Kreis Bensheim
- ab 1848: Großherzogtum Hessen, Regierungsbezirk Heppenheim
- ab 1852: Großherzogtum Hessen, Provinz Starkenburg, Kreis Bensheim
- ab 1871: Deutsches Reich,[Anm. 5] Großherzogtum Hessen, Provinz Starkenburg, Kreis Bensheim
- ab 1918: Deutsches Reich, Volksstaat Hessen,[Anm. 6] Provinz Starkenburg, Kreis Bensheim
- ab 1938: Deutsches Reich, Volksstaat Hessen, Landkreis Bergstraße[25][Anm. 7]
- ab 1939: Deutsches Reich, Volksstaat Hessen, Landkreis Bergstraße, Stadt Bensheim[Anm. 8]

## Bevölkerung

### Einwohnerstruktur 2011
Nach den Erhebungen des Zensus 2011 lebten am Stichtag dem 9. Mai 2011 in Schönberg 693 Einwohner. Darunter waren 51 (7,4 %) Ausländer.
Nach dem Lebensalter waren 135 Einwohner unter 18 Jahren, 303 waren zwischen 18 und 49, 144 zwischen 50 und 64 und 108 Einwohner waren älter.
Die Einwohner lebten in 321 Haushalten. Davon waren 129 Singlehaushalte, 78 Paare ohne Kinder und 81 Paare mit Kindern, sowie 24 Alleinerziehende und 9 Wohngemeinschaften. In 51 Haushalten lebten ausschließlich Senioren/-innen und in 30 Haushaltungen leben keine Senioren/-innen.

### Einwohnerentwicklung
- 1717: 13 Centmänner[4]
- 1829: 538 Einwohner, 78 Häuser[8]
- 1867: 507 Einwohner, 84 Häuser[16]
- 2007: 734 Einwohner
- 2032: 650 Einwohner (Prognose)[27]

| Schönberg: Einwohnerzahlen von 1829 bis 2023 | Schönberg: Einwohnerzahlen von 1829 bis 2023 | Schönberg: Einwohnerzahlen von 1829 bis 2023 | Schönberg: Einwohnerzahlen von 1829 bis 2023 | Schönberg: Einwohnerzahlen von 1829 bis 2023 |
| --- | -------------------------------------------- | -------------------------------------------- | -------------------------------------------- | -------------------------------------------- |
| Jahr |                                              |                                              |                                              | Einwohner                                    |
| 1829 | 1829                                         |                                              | 538                                          | 538                                          |
| 1834 | 1834                                         |                                              | 498                                          | 498                                          |
| 1840 | 1840                                         |                                              | 566                                          | 566                                          |
| 1846 | 1846                                         |                                              | 580                                          | 580                                          |
| 1852 | 1852                                         |                                              | 565                                          | 565                                          |
| 1858 | 1858                                         |                                              | 627                                          | 627                                          |
| 1864 | 1864                                         |                                              | 534                                          | 534                                          |
| 1871 | 1871                                         |                                              | 499                                          | 499                                          |
| 1875 | 1875                                         |                                              | 510                                          | 510                                          |
| 1885 | 1885                                         |                                              | 536                                          | 536                                          |
| 1895 | 1895                                         |                                              | 510                                          | 510                                          |
| 1905 | 1905                                         |                                              | 471                                          | 471                                          |
| 1910 | 1910                                         |                                              | 467                                          | 467                                          |
| 1925 | 1925                                         |                                              | 532                                          | 532                                          |
| 1946 | 1946                                         |                                              | ?                                            | ?                                            |
| 1961 | 1961                                         |                                              | ?                                            | ?                                            |
| 1980 | 1980                                         |                                              | ?                                            | ?                                            |
| 2007 | 2007                                         |                                              | 734                                          | 734                                          |
| 2010 | 2010                                         |                                              | 715                                          | 715                                          |
| 2011 | 2011                                         |                                              | 693                                          | 693                                          |
| 2015 | 2015                                         |                                              | 753                                          | 753                                          |
| 2019 | 2019                                         |                                              | 861                                          | 861                                          |
| 2023 | 2023                                         |                                              | 800                                          | 800                                          |
| Datenquelle: Historisches Gemeindeverzeichnis für Hessen: Die Bevölkerung der Gemeinden 1834 bis 1967. Wiesbaden: Hessisches Statistisches Landesamt, 1968. Weitere Quellen: LAGIS; Stadt Bensheim; Zensus 2011 |                                              |                                              |                                              |                                              |

## Politik
Für Schönberg besteht ein Ortsbezirk (Gebiete der ehemaligen Gemeinde Schönberg) mit Ortsbeirat und Ortsvorsteher nach der Hessischen Gemeindeordnung.
Der Ortsbeirat besteht aus sieben Mitgliedern. Seit den Kommunalwahlen in Hessen 2021 gehören ihm sieben Mitglieder der Wählerliste „Schönberg für Schönberg“ (SfS) an. Die Wahlbeteiligung lag bei 44,72 %. Der Ortsbeirat wählte Michael Lortz (SfS) zum Ortsvorsteher.

## Sehenswürdigkeiten und Kultur

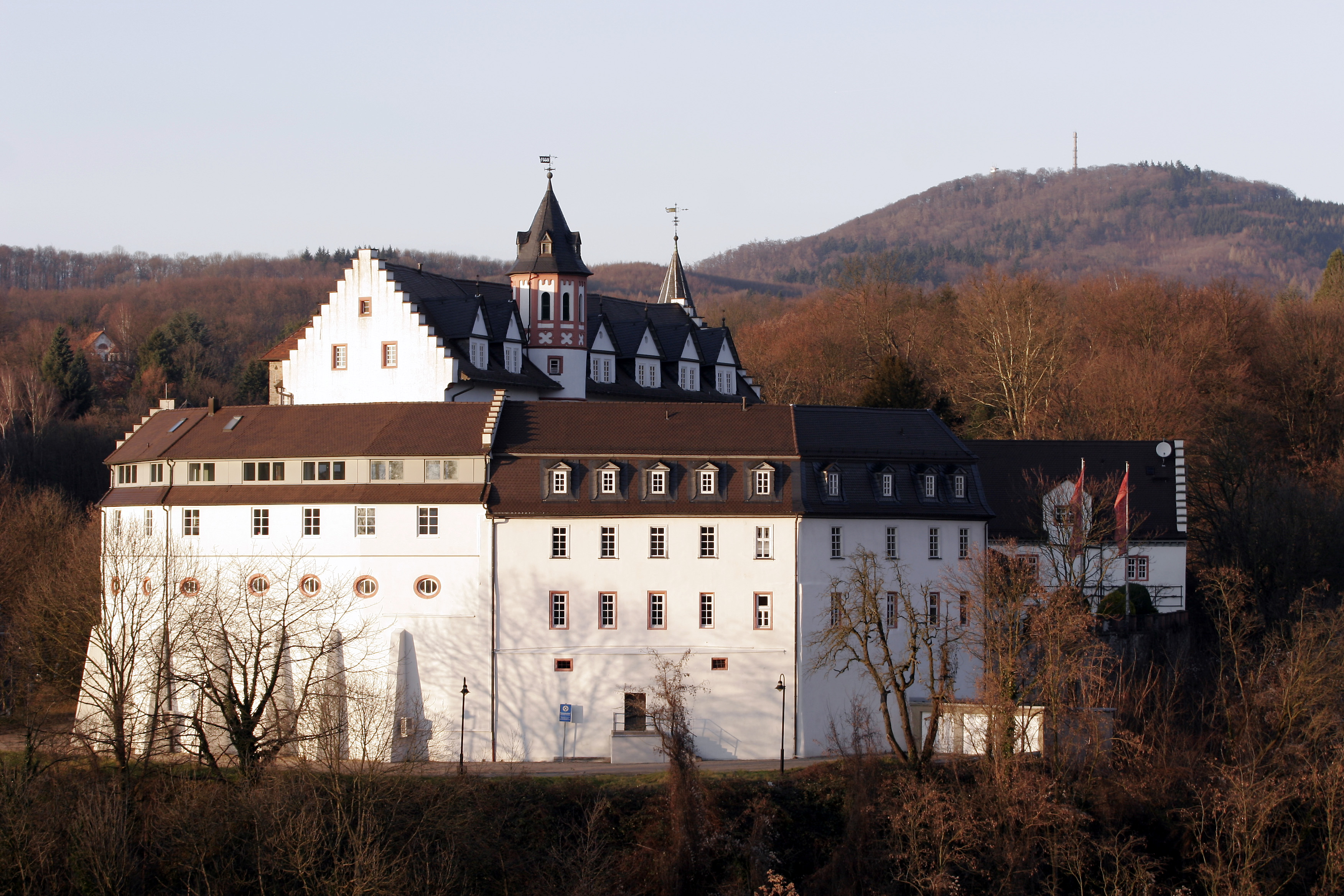
Das Schönberger Schloss. Im rechten Hintergrund ist der Melibokus und auf der linken Bildseite in der Mitte das Schönberger Forsthaus zu sehen

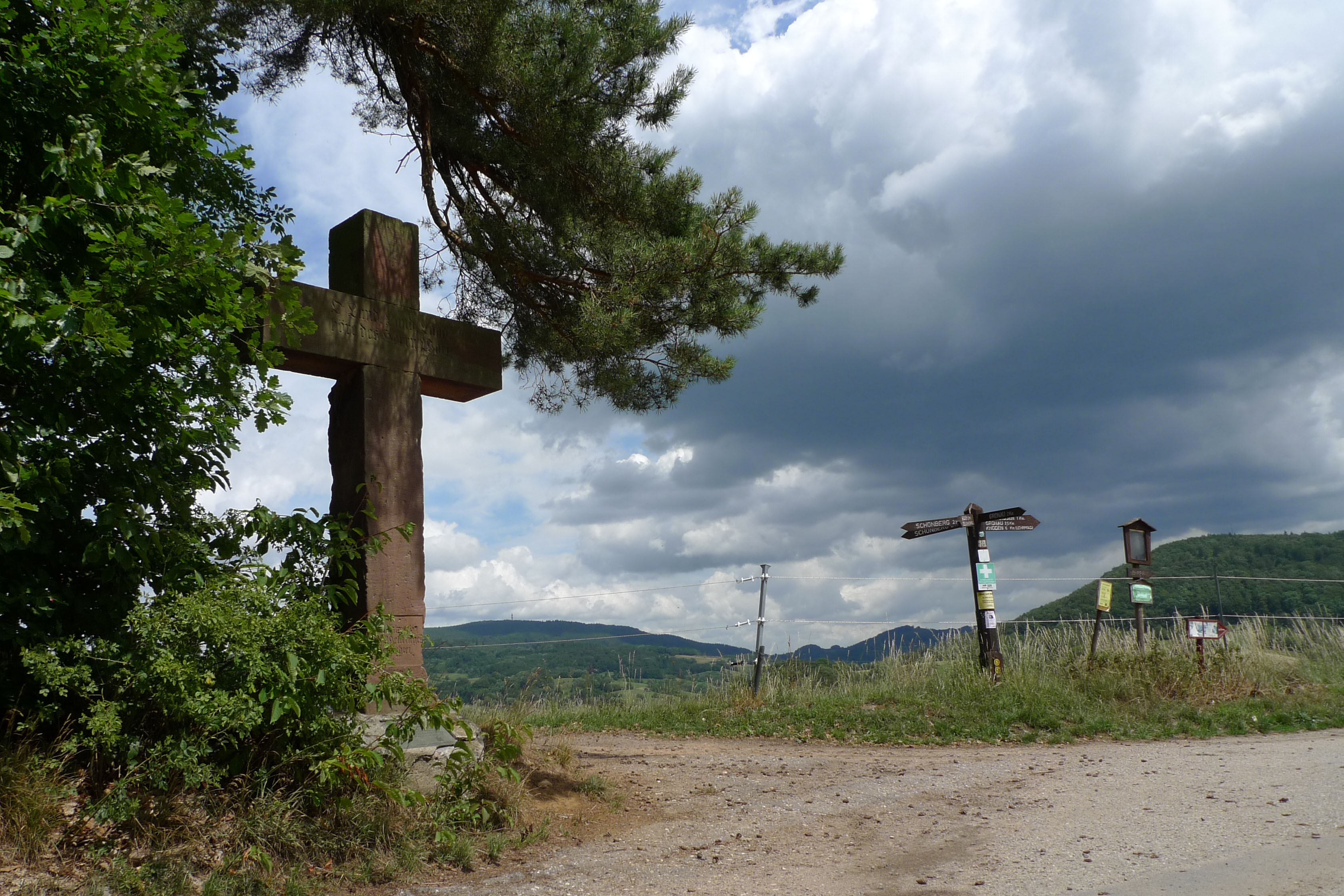
Schönberger Kreuz bei Bensheim-Schönberg. Errichtet von Fürstin Marie zu Erbach-Schönberg im Jahre 1915

### Bauwerke
- Das Schönberger Schloss wurde erstmals 1303 als Burg erwähnt. Die Burg wurde zerstört und danach als Schloss wieder aufgebaut. Bis 1956 war es im Besitz der Fürsten und Grafen zu Erbach-Schönberg. Seit 1957 ist es ein Vorsorgeheim der Knappschaft, seit 1996 auch ein Bildungszentrum. An den Mauern des Schlossparks befindet sich das ehemals herrschaftliche Gärtnerhaus. Wenn man den Weg dort weiterverfolgt, kommt man zum ehemaligen Eiskeller. Hier wurde das im Winter in einem Weiher im Hofweg gewonnene Eis eingelagert. Es hielt sich dort bis in den Sommer und diente der Schlossküche zur Kühlung von Speisen.

- Im Hofweg befindet sich die ehemalige Dorfschmiede. Die „Stockeschmiede“, wie sie von den Schönbergern genannt wird, nahm ihren Betrieb 1870 auf und schloss 1940.

- An der Nibelungenstraße befindet sich die „Herrenmühle“. Sie wurde erstmals 1555 erwähnt und war ehemals im Besitz der Grafen zu Erbach-Schönberg. Heute befindet sie sich im Zustand nach dem Brand von 1901. Der Mühlenbetrieb wurde 1956 eingestellt.

- Ein paar Meter weiter liegt der Dorfplatz, mit dem Haus am Dorfplatz, das 1937 für die Hitlerjugend erbaut wurde, daher wurde es früher „Hitlerjugend-Heim“ genannt. Es wurde vom Verschönerungsverein Schönberg e. V. von 1983 bis 1985 renoviert und dient heute als dessen Vereinsheim. Direkt daneben befindet sich das letzte Schönberger Schul- und Rathaus. Es wurde 1885 erbaut. Der dritte Schulsaal ist von 1954. 1975 wurde der Schulbetrieb eingestellt. Im heutigen Feuerwehrhaus an der B 47 befand sich früher die Zehntscheune, die 1619 zur Lagerung der Naturalabgaben, des Zehnten, gebaut wurde. In den Jahren 2001 und 2002 wurde es zum Feuerwehrstützpunkt umgebaut. Direkt nebenan liegt das Rentamt. Es war das Verwaltungs- und Finanzamt des ehemaligen Amtes Schönberg. Es wurde erstmals 1616 erwähnt. 1822 bis 1826 war es Sitz des Landgerichtes Schönberg.

- Schräg gegenüber, im Anwesen Nibelungenstraße 166, befindet sich die ehemalige gräfliche Rentkammer, die um 1870 erbaut wurde. Ein paar Häuser weiter liegt das Wohnhaus der Gräfin Mathilde zu Erbach-Schönberg (1816–1872). Zeitweise wurde es auch als Pfarrhaus genutzt. Heute ist es eine Gaststätte.

- Die evangelische Marienkirche ist von der Nibelungenstraße von Bensheim kommend gut sichtbar. Sie liegt vor einer Rechtskurve an der Sparkasse auf einem Hügel. Eingeweiht wurde sie 1832, Architekt war Ignaz Opfermann.[31]  Nebenan befinden sich Grabstätten der Fürsten und Grafen zu Erbach-Schönberg.

- Die katholische Kirche St. Elisabeth befindet sich am Neuen Schlossweg und wurde 1956 erbaut. Der Glockenturm ist von 1966.

- Das Schönberger Kreuz ist vom Waldparkplatz Schönberger Wald erreichbar. Es wurde im Kriegsjahr 1915 von der Fürstin Marie zu Erbach-Schönberg, geb. Prinzessin von Battenberg, auf dem Schnittpunkt der Gemarkungen Schönberg, Wilmshausen und Gronau errichtet.
- Eine Gedenkstätte zu Ehren Alexander von Battenbergs (1857–1893) befindet sich am Schlossweg unter einer großen Kastanie. Er war von 1879 bis 1886 der erste Fürst des damals neu entstandenen Staates Bulgarien. Er war der Bruder von Marie Karoline von Battenberg, Ehefrau des Grafen, und des späteren Fürsten Gustav Ernst zu Erbach-Schönberg.

- Der Hunnerd-Joar-Brunne befindet sich am Alten Schlossweg. Er wurde zum 100. Gründungsjahr Schönbergs mit Hilfe der Stadt Bensheim und des Knappschaftsvorsorgeheims Schloss Schönberg errichtet. Dort befindet sich auch das Ortsdenkmal 700 Jahre Schönberg 2003.

Alle sehenswerten Gebäude sind mit Schildern beziehungsweise Tafeln gekennzeichnet.

### Vereine
- SV 1949 Schönberg, www.sv-Schönberg.de, Fußball
- Verschönerungsverein Schönberg e. V.
- Gesangverein Fidelio
- Freiwillige Feuerwehr Schönberg
- VdK-Ortsgruppe

## Verkehr
Schönberg liegt direkt an der B47 und ist somit dem Durchgangsverkehr in den „tieferen Odenwald“ ausgesetzt.
Über die Buslinie 665 ist Bensheim, Lautertal, Lindenfels, Winterkasten und Reichelsheim auch ohne Auto oder Fahrrad zu erreichen.